# ローリング・サンダー作戦
ローリング・サンダー作戦（英：Operation Rolling Thunder）は、ベトナム戦争において、アメリカ合衆国（米国）の空軍第2航空師団（後の第7空軍）と海軍が、ベトナム共和国空軍（RVNAF、南ベトナム空軍）とともに、ベトナム民主共和国（北ベトナム）に実施した持続的な空爆（戦略爆撃）作戦である。日本のメディアでは「北爆」と略称された。
この作戦の4つの目的は、北ベトナムに支援された南ベトナム解放民族戦線（ベトコン）の攻勢に晒される南ベトナム（サイゴン政権）の士気を高め、北ベトナムに地上軍を送ることなく、ベトコンへの支援を中止するよう北ベトナムを圧力をかけ、北ベトナムの交通システムや産業基盤、防空網を破壊し、ベトコンへの兵員・物資の流入を止めることであった。
当時は東西冷戦下で、北ベトナムはソビエト連邦、中華人民共和国（中国）、朝鮮民主主義人民共和国（北朝鮮）といった東側諸国から軍事援助を受けていた。米国には、第三次世界大戦につながりかねない東側諸国との全面衝突を避けなければならない制約があった。更に北ベトナムは、東側諸国から入手した戦闘機（MiG-17、MiG-19、MiG-21）と地対空ミサイル、対空砲で激しく迎撃。冷戦時代に行なわれた最も激しい航空戦を経て、1968年に作戦は中止されたが、ベトナム戦争はその後もサイゴン陥落まで続いた。

## 徐々にエスカレートする行動

### 背景
南ベトナム大統領ゴ・ディン・ジエムによる1956年の南北再統一のための選挙の中止と、共産主義者に対する弾圧を受けて、北ベトナムは、南ベトナム政府に対する反乱戦力であるベトコンに武器と資材を送り始めていた。ベトコンと戦い、南ベトナム政府を支援するために、米国は当初、金銭的援助、軍事顧問、物資を提供した。1957年から1963年の間に、米国はドミノ理論に基づいて東南アジアで共産勢力を封じ込めるため、南ベトナム防衛を約束した。